# Axedale
Axedale – miasto w Australii, w stanie Wiktoria.